# Bujumbura
Bujumbura è una città del Burundi, capitale della Provincia di Bujumbura Mairie.

## Economia
La città è situata sul Lago Tanganica ed è la più grande città del paese, nonché il suo centro economico e delle comunicazioni; la popolazione ammonta a circa un milione di abitanti. L'industria produce cemento, tessuti e sapone. Bujumbura è il porto principale del Burundi e imbarca la maggior parte del principale prodotto da esportazione della nazione, il caffè, oltre a cotone, pelli e minerale di stagno.

## Storia
Bujumbura crebbe dalla dimensione di piccolo villaggio, dopo di che divenne un insediamento militare dell'Africa Orientale Tedesca nel 1889. Dopo la prima guerra mondiale divenne il centro amministrativo del mandato belga della Società delle Nazioni del Ruanda-Urundi.
Il nome della città venne cambiato da Usumbura a Bujumbura quando il Burundi divenne indipendente nel 1962. Dall'indipendenza, Bujumbura è stata scena di frequenti combattimenti tra i due principali gruppi etnici del paese, con le milizie hutu che si oppongono all'esercito del Burundi dominato dai tutsi.
È stata la capitale del paese fino al 24 dicembre 2021, quando è stata spostata a Gitega.

## Infrastrutture e trasporti
Air Burundi, la compagnia aerea nazionale del Burundi attiva dal 1971 al 2009, aveva la sua sede a Bujumbura.

## Educazione
La città è sede dell'Università del Burundi.